# Shinta Fukushima
Shinta Fukushima (福島 新太 Fukushima Shinta?, nacido el 28 de enero de 1989 en Nagakute, Aichi) es un exfutbolista japonés que se desempeñaba como centrocampista.

## Trayectoria

### Clubes
| Club             | País  | Año         |
| ---------------- | ----- | ----------- |
| Nagoya Grampus   | Japón | 2007 - 2010 |
| Tokushima Vortis | Japón | 2011        |
| Verspah Oita     | Japón | 2012 -      |

## Estadística de carrera

### J. League
| Club                 | Año   | J. League | J. League | Copa J. League | Copa J. League | Total | Total |
| Club                 | Año   | Part.     | Goles     | Part.          | Goles          | Part. | Goles |
| -------------------- | ----- | --------- | --------- | -------------- | -------------- | ----- | ----- |
| Nagoya Grampus Eight | 2007  | 0         | 0         | 0              | 0              | 0     | 0     |
| Nagoya Grampus       | 2008  | 0         | 0         | 0              | 0              | 0     | 0     |
| Nagoya Grampus       | 2009  | 3         | 0         | 0              | 0              | 3     | 0     |
| Nagoya Grampus       | 2010  | 1         | 0         | 0              | 0              | 1     | 0     |
| Tokushima Vortis     | 2011  | 0         | 0         | -              | -              | 0     | 0     |
| Total                | Total | 4         | 0         | 0              | 0              | 4     | 0     |

## Palmarés

### Títulos nacionales
| Título    | Club           | País  | Año  |
| --------- | -------------- | ----- | ---- |
| J1 League | Nagoya Grampus | Japón | 2010 |